# ひょうげ祭り
ひょうげ祭り（ひょうげまつり）は、香川県高松市（旧香川町）に伝わる民俗芸能、祭礼。祭り自体が高松市（旧香川町）の無形民俗文化財に、また祭りで使用する神具が香川県の有形民俗文化財に、それぞれ指定されている。

## 概要
香川町浅野に所在する新池神社（池宮）で、毎年9月の第2日曜日に実施される。元来は旧暦8月3日の開催であった。特に神輿渡御行列が名高く、これを「ひょうげ祭り」と呼ぶことが通例である。
神具は農作物や家庭用品などで製作したものを使用し、供侍（神輿の巡幸に参加する供奉人）は顔に色鮮やかな化粧を施し、飼料袋やシュロ皮で作られた衣装を身にまとう。讃岐弁の「ひょうげる」には「おどける」「滑稽」といった意味があり、祭の名称はこれに由来する。巡幸の最後に、神輿などをため池である新池にすべて投げ込む。

## 由来
江戸時代高松藩の下級武士として水利開発に尽力した矢延平六を偲んで始まったとされる。平六は、新池を開いたという。